# 一起幹大事
《一起幹大事》（英語：Go Big or Go Home），2019年八大電視偶像劇，李㼈、苗可麗、王滿嬌、邱宇辰、楊騰、賴雅琪、許巧薇、李相林、邱九儒主演。於2019年3月10日舉行開鏡記者會，於6月1日殺青，於6月3日舉行殺青酒宴，於7月9日在八大綜合台上檔，8月30日播出最終回，共40集。台灣OTT平台LiTV 線上影視全套上架。

## 播出時間

### 首播
| 頻道          | 所在地 | 播映日期                   | 播出時間                |
| ------------- | ------ | -------------------------- | ----------------------- |
| 八大綜合台    | 臺灣   | 2019年7月9日-2019年8月30日 | 每週一至週五 晚間9點    |
| LINE TV       | 臺灣   | 2019年7月9日-2019年8月30日 | 每週一週五 晚間10點更新 |
| KKTV          | 臺灣   | 2019年7月9日-2019年8月30日 | 週一至週五 晚間10點更新 |
| LiTV 線上影視 | 臺灣   | 2019年7月9日-2019年8月30日 | 週一至週五 晚間10點更新 |
| YouTube       | 臺灣   | 2019年8月9日               | 晚間6點更新             |

### 重播
| 頻道       | 所在地 | 播映日期      | 播出時間                           |
| ---------- | ------ | ------------- | ---------------------------------- |
| 八大綜合台 | 臺灣   | 2019年7月10日 | 每週一至週五 凌晨0點               |
| 八大綜合台 | 臺灣   | 2019年7月10日 | 每週一至週五 午間12點              |
| 八大綜合台 | 臺灣   | 2019年7月10日 | 每週一至週五 晚間5點               |
| 八大綜合台 | 臺灣   | 2019年7月13日 | 每週六 下午1點                     |
| 八大戲劇台 | 臺灣   | 2019年7月13日 | 每週六至週日 午間11點半、下午3點半 |

## 劇情
別人眼中的小事，卻很可能是當事人承受不了的大事，在最無助、最徬徨的時刻，每個人都希望能有人能傾聽、安慰與幫助，可以給你鼓勵，帶來希望跟力量。這就是菜市場那群玩童們想做的—幹大事！從現在開始，把你的煩惱交給菜市場中這群正義少年，讓他們來幫你解決困難，一起來幹大事！做好事！

## 演員列表

### 主要演員
| 演員   | 角色   | 介紹 | 登場集數                               |
| 李㼈   | 林志堅 | 45歲，林偉的父親，為人海派，嗓門特大，外號叫做『豬肉堅』。 平時在菜市場就很熱心助人，人緣很好，所以他還擔任菜市場的的主任委員，常常幫忙處理一些微不足道的小事，也因此吸引了許多徐娘半老，風韻猶存的女人主動靠近，桃花很不錯，但是他心裡只有老婆大人一個，也經常告訴兒子男人就是要專情，人不能花心，因為一花心不只家庭失和，連同人生都會完蛋了。                                                    | 1-7,9-13,15-16,18-20,28,30-34,36-37,40 |
| 苗可麗 | 鄭美珠 | 48歲，個性活潑，很會想些有的沒的，也喜歡東家長西家短。 當年她在補習班教書，住菜市場附近，經常來買菜，因此認識了林志堅，兩人結婚二十多年，雖然她知道林志堅只喜歡她，但是老公的女人緣特別好，讓她心裡總不是滋味，再加上自己年紀比較大，所以她非常重視保養，愛美，不想自己看起來比老公老！ | 1-7,9-13,15-16,19-22,24-25,28,30-34,40 |
| 邱宇辰 | 林偉   | 20歲，家裡是賣豬肉的，他是菜市場的小太陽，只要他在的場合，肯定熱力四射，像是有永遠都用不完的精力。 林偉、林慶元、李歡和田欣慈四個人從小就在菜市場一起長大，是好朋友，衛子良的出現，一開始讓林偉非常不爽，因為他奪走了婆婆媽媽們的注意力，還影響了生意，但是和衛子良深入交往之後，他立刻和衛子良成為好朋友，還邀請衛子良及其他四位死黨一起成立團隊，一起幹大事。 遊戲帳號名稱「一偉活龍」。         | 全劇                                   |
| 楊騰   | 衛子良 | 20歲，頭腦靈活很聰明，有領袖風範，暑假來菜市場跟奶奶一起住。衛奶奶在菜市場賣手工麵條，子良因為親切有禮貌，對長輩偶爾會露出靦腆的笑，很快擄獲婆媽們的心，因此而讓林偉看不順眼，但慢慢發現林偉是個小男子漢！很快的就跟林偉當好朋友。 在感情方面，衛子良本身就是個行走的費洛蒙，經常吸引女性的目光和焦點，讓林偉和林慶元非常羨慕嫉妒恨～ 遊戲帳號名稱「小羽毛兒」，是蔡依依（衛子茜）失散多年的哥哥。 | 全劇                                   |
| 賴雅琪 | 李歡   | 22歲，家裡開雜貨鋪，很有正義感和原則，是個很有主見的女生，因為兩個哥哥都考上台大醫學系，也立志非台大醫學系不讀，連兩年都跟醫學系無緣的李歡，「台大醫學系」成為她最大的心魔，所以今年她決定再次挑戰~ 在感情方面，曾經被初戀狠狠傷過心，因此不想再談戀愛，認為世界上有很多事情比談戀愛還重要，比如說～考上台大醫學系！所以她萬萬沒想到，最後自己竟然喜歡上衛子良。                                   | 全劇                                   |
| 許巧薇 | 田欣慈 | 20歲，家裡是賣女性服飾的，是家裡的獨生女，喜歡服裝設計，希望將來自己能成為服裝設計師。 她的戀愛觀是從小到大受到父母親的影響，父親對母親很溫柔，兩人都擁有澎湃的浪漫因子，感覺勝於一切，所以導致她也認為談戀愛就是要感覺對，那種ＦＵ～是戀愛必須具備的最重要條件，但，當然啦！外貌也是很重要的~ | 1-28,30-40                             |
| 邱九儒 | 林慶元 | 20歲，家裡是開花店，個性溫和，不喜與人爭，願意幫助弱小，熱愛運動，尤其練肌肉。他練肌肉的目的，是為了上傳照片，增加追蹤和按讚人數。 他是網路重度使用者，隨時隨地，無時無刻，都要打卡。一沒有網路，他就會驚慌失措。喜歡幫助菜市場的人做粗活，他認為做這些粗活宛如在做重訓，一來可維持肌肉線條，二來也能露點身材，吸引一下粉絲，活絡他粉專的流量。                                                    | 1-34,36-40                             |
| 王滿嬌 | 周婆婆 | 衛子良外婆。 | 1,3-6,9,11,15,19,21-23,34-40           |

### 其他演員
| 演員   | 角色       | 介紹 | 登場集數                              |
| 林秀君 | 汪婆婆     | 小美的婆婆，因為兒子早逝，所以只剩媳婦小美與她相依為命，但沒想到她卻得了肝癌末期，為了不拖累小美，所以一直對她扮黑臉，卻在背後一直為小美準備死後的保險金，最後在林偉等人的幫助，才幫助兩人重新和好。                                                     | 5-9                                   |
| 李佳豫 | 汪素美     | 小美，汪婆婆的媳婦。因為丈夫早逝，所以和婆婆相依為命，但婆婆要她再去找個好對象，所以後來找了個男朋友，不過在得知婆婆得了肝癌末期後，婆婆卻一直對她扮黑臉，雖然被婆婆說的很難聽，卻一直照顧她，把她當成媽媽看待，知道婆婆在背後所做的一切後，與婆婆和好。 | 5,7-9                                 |
| 潘慧如 | 許莉莉     | 趙東保的老婆，林志堅的初戀女朋友。 | 9-10,12-13                            |
| 楊雄   | 趙東保     | 許莉莉的老公。 | 12-13                                 |
| 李家珍 | 李蓮麗     | 菜市場買菜的主婦。 | 1,3-5,7,11,16-17,21-25,27-33,40       |
| 李相林 | 王碧茹     | 菜市場買菜的主婦。 | 1,3-5,7,11,16-18,21-22,24-30,40       |
| 黃靖雯 | 張荷淑     | 菜市場買菜的主婦。 | 1,3-5,7,11,16,18,21-22,24-25,27-33,40 |
| 鄧雨忱 | 蔡依依     | 18歲，小名<小羽毛兒>，遊戲帳號名稱<啵啵也一一>，慶元的暗戀女神，喜歡林偉，是衛子良失散多年的妹妹(衛子茜)。 | 10-12,14-21,23-28,30,32-36,39-40      |
| 小赫   | 買肉弟弟   | | 1                                     |
| 王大熊 | 小余       | 菜市場賣魚的。 | 4-5                                   |
| 陳重谷 | 保險員     | | 8                                     |
| 許譽騰 | 柯世文     | 李歡的前男友。 | 14,16-18,21                           |
| 李永生 | 蕭名裕     | 變態 | 17,19-21                              |
| 邱沛琦 | 明聰女友乙 | | 27-28                                 |
| 張瑋真 | 明聰老婆   | | 27-28                                 |
| 陶雨隆 | 小子良     | 4歲。 | 22(照片),35(回憶),39(照片)            |
| 陳昱臻 | 小子茜     | 2歲，奶名：小羽毛兒，於2004年5月17日公園失蹤，至今下落不明。 | 22(照片),35(回憶),38-39(照片)         |
| 廖曉彤 | 子良媽媽   | 周婆婆的女兒。 | 35                                    |

### 客串演員
| 演員   | 角色       | 介紹                                                                 | 登場集數       |
| 賴琳恩 | 謝小姐     | 養了一隻叫咪咪的貓。                                                 | 1-3,5,40(聲音) |
| 呂雪鳳 | 捐錢阿姨   |                                                                      | 3              |
| 李洛洋 | 鄭明聰     | 娜娜專業理財金融顧問公司的專員。                                     | 23-24,26-28    |
| 邱珮淇 | 明聰女友乙 |                                                                      | 27-28          |
| 羅家英 | 神秘客     | 通關密語： only you：能幫我取西經。 大俠愛吃漢堡包：神經牛肉全是毛。 | 27             |
| 張熙恩 | 醫師       |                                                                      | 31             |
| 小馬   | 王志誠     | 保險小王                                                             | 34             |
| 陳乃榮 | 子良爸爸   | 周婆婆的女婿，已離婚。                                               | 35             |
| 簡伯廷 | 肇事者     | 開車門撞到衛子良。                                                   | 35             |
| 丁巧唯 | 蔡毓珊     | 竹科工程師，蔡依依堂姐，倒車差點撞到林偉。                           | 36,38,40       |
| 檢場   | 香腸伯     |                                                                      |                |

## 電視劇歌曲
| 曲別   | 歌名         | 演唱者             | 作詞                   | 作曲   |
| 片頭曲 | 與我同行     | 小馬、VOX_玩聲樂團 | 巫順智                 | 秦旭章 |
| 片尾曲 | 想到你的可愛 | 郭雅茹             | 余竑龍、彭偲禺、郁采真 | 余竑龍 |

## 取景
- 林口東勢市場
- 綠光河岸公園
- 宗男診所
- 大佳河濱公園
- 大安宏恩綜合醫院
- 臻陶工坊
- 林漢邦診所

## 製作團隊
- 導演：廖斐鴻
- 副導演：崔心怡
- 出品人：王克捷
- 總策劃：薛鳳
- 監製：方可人、辛舒蓓
- 製作人：莊文信
- 編審：李芳瑩
- 編劇統籌：邵慧婷
- 協力編劇：金泰祐、李盈緣
- 執行製作：李雅婷
- 製作公司：八大電視

## 外部連結
- 官方网站－八大電視
- GTV 八大劇樂部的Facebook專頁（繁體中文）
- GTV 八大電視的Facebook專頁（繁體中文）
- YouTube上的八大劇樂部頻道
- YouTube上的八大電視頻道
- 一起幹大事（页面存档备份，存于）－LINE TV

| 臺灣 八大綜合台 星期一到五 21:00-22:00                                           | 臺灣 八大綜合台 星期一到五 21:00-22:00                                                                     | 臺灣 八大綜合台 星期一到五 21:00-22:00 |
| -------------------------------------------------------------------------------- | --- | -------------------------------------- |
|                                                                                  | 一起幹大事 （2019年7月9日－2019年8月30日）                                                                 |                                        |
| 90後的我們 （2019年5月14日－2019年7月5日）一起幹大事 搶先幹大事 （2019年7月8日） | 我們不能是朋友（重播） （2019年9月2日－2019年10月1日）我是顧家男（重播） （2019年10月2日－2019年10月31日） |                                        |